# スデロット

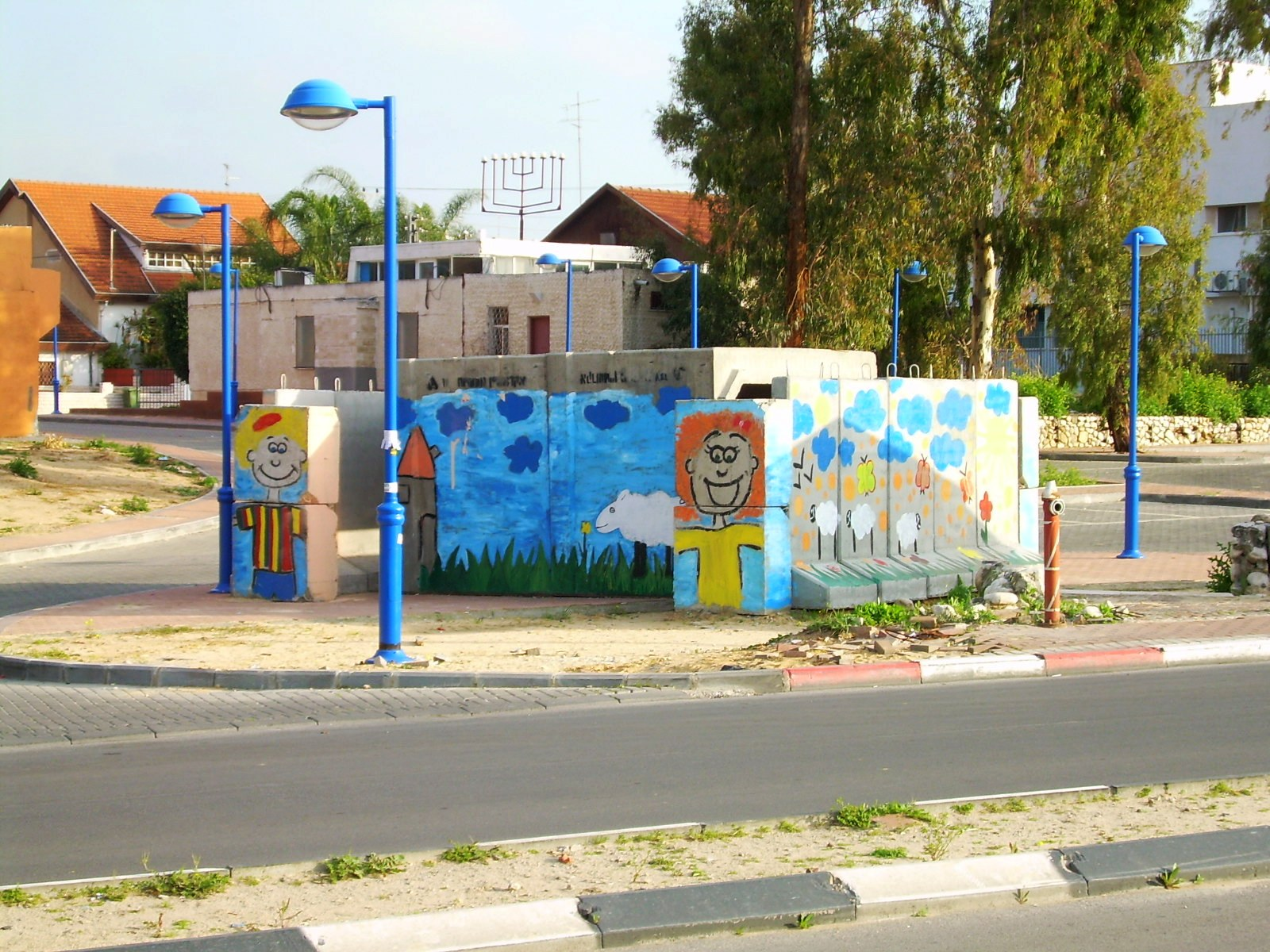
市内にあるシェルター

スデロット（スデロト、Sderot, ヘブライ語: שדרות）は、イスラエル南部地区に位置する都市である。町の名前は「大通り」を意味し、中心部を走るユーカリ並木の通りに由来する。
スデロットとガザの距離は1.6kmにも満たず、最も近い地点では840mしか離れていない。

## 歴史
1953年にクルディスターンとイランからの移住者のために設置された一時的な収容所が町の始まりである。1954年から住宅の建設が始められ、1958年に町制が施行された。1996年から市制が施行される。
2000年からの第2次インティファーダ以降、スデロットはガザ地区からのロケット砲撃に晒されている。治安の悪化は町の経済、人口の減少に悪影響を与えている。13人のイスラエル人が死亡し、数十人が負傷したロケット砲での攻撃は数百万ドルの損失をもたらし、町の日常生活に大きな痛手を与えた。空襲のサイレンと爆発音が住民の一部に深刻な心的外傷を与えている事が研究によって判明している。スデロットに住む4歳から18歳の子供のうち、少なくとも75%が睡眠障害と重度の不安を抱える心的外傷後ストレス障害に苦しんでいる。2007年6月中旬から2008年2月中旬にかけて、771発のロケット弾と857発の迫撃砲がスデロットとネゲヴの西部に着弾し、1日に平均3-4発の爆弾が撃ち込まれている。

## 経済
2008年当時のスデロットのサラリーマンの平均収入は5,261新シェケルだった。失業者はスデロットの恒常的な問題となっており、2012年にイスラエル政府はスデロットの経済力の強化、雇用の促進、町の住民の社会心理プログラムの支援のため、59万ドル近くの経済的便益を承認した。
1960年代以降、食品、繊維業の工場がスデロットに建設され、1990年代末からはハイテク関連製品の工場が建てられ始める。1981年からスデロットで操業しているオセムの工場は、480人の従業員を雇用する地域の一大雇用者となっている。オセムの工場ではバンバ、ビスリ、粉末のインスタントスープ、ケチャップ、ソースなど170の製品が製造されている。ネスレは2002年にスデロットに研究・開発機関を設立し、朝食用のシリアルを生産する拠点もスデロットに置かれている。スデロットに工場を設置している企業の一つであるアムドックスは、スデロットで工業区域の開発を進めている。
また、スデロットに建てられているメノーラー用のロウソクの工場からは、ハヌカーのためのロウソクが生産され、世界中に輸出されている。

## スデロット・シネマ
2014年7月にデンマークのジャーナリストは丘の上に集まった人々の写真をTwitterに投稿し、その様子を「スデロット・シネマ」と呼んだ。丘の上には地元の人間がガザ地区からの砲撃を見るために集まっており、ポップコーンを食べ、あるいは水タバコをふかし、爆弾が直撃した時には歓声を上げていた。
同様の出来事は2009年のガザ紛争の際にも起きており、何人かの批評家は観衆が集まっていたパラシュ・ヒルを「恥の丘」と呼んだ。

## 姉妹都市
スデロットは以下の都市と姉妹都市協定を締結している。
- アントニー（フランス）
- ツェーレンドルフ（ドイツ語版）（ドイツ）[26]